# Caroline Fletcher
Pour les articles homonymes, voir Fletcher.
Caroline Fletcher, née le 22 novembre 1906 à Denver et morte le 3 avril 1998, est une plongeuse américaine, médaillée de bronze olympique en 1924.

## Carrière
Aux Jeux olympiques d'été de 1924, elle remporte la médaille de bronze en tremplin à 3 m derrière ses deux compatriotes Elizabeth Becker-Pinkston et Aileen Riggin Soule.